# Over (Breaking Bad)
«Over» es el décimo episodio de la segunda temporada de la serie de televisión estadounidense de drama Breaking Bad. Fue escrito por Moira Walley-Beckett y dirigido por Phil Abraham.

## Trama
Después de descubrir que está en remisión, Walt acepta el consejo de Skyler y se toma una semana libre del trabajo, pero se reúne en secreto con Jesse. Le cuenta a Jesse las buenas noticias y que está fuera del tráfico de drogas ahora que ya no tiene que pagar por el tratamiento. Durante la fiesta de Skyler celebrando la remisión, Walt le sirve a Walt Jr. un poco de tequila que él y Hank están bebiendo. Después de que Walt le sigue vertiendo, Hank le quita la botella. Walt enojado la exige de regreso, lo que lleva a un tenso enfrentamiento que se termina cuando Walt Jr. vomita en la piscina.
Al día siguiente, Skyler se niega a responder las llamadas de Walt en las que intenta disculparse. Para distraerse, realiza una serie de mejoras en su hogar, reemplazando su calentador de agua. En el trabajo, Skyler le confía a Ted la condición de Walt. Cuando Ted se da cuenta de que se queda hasta tarde a propósito, ella se desmorona y dice que no se siente optimista porque sabe que Walt todavía tiene cáncer. Ted entiende, habiendo sufrido físicamente mientras cuidaba a su padre moribundo. Se toman de la mano con ternura. Al día siguiente, cuando Ted se va, Skyler crea una distracción para pasar más tiempo con él.
Mientras tanto, Jesse torpemente prepara el desayuno para Jane y le dice que pueden pasar el día juntos. Ella admira sus dibujos de superhéroes, que señala que todos se parecen a él. Escuchan golpes en la puerta de Jane, que resulta ser su padre, el dueño de la propiedad. Cuando Jesse sale a hablar con él, Jane actúa como si no lo conociera. Más tarde, ella le dice que lo estaba protegiendo de su dominante padre, pero Jesse está molesto porque no toma en serio su relación. Fuma metanfetamina para consolarse, pero mejora sólo cuando Jane desliza un dibujo debajo de su puerta: una superheroína llamada «Chica Disculpas» que se parece a ella. En la ferretería, Walt nota el carrito de un joven que compra materiales para fabricar drogas. Ofrece consejos sobre qué ingredientes obtener, lo que hace que el hombre escape. Afuera, en el estacionamiento, ve al joven con su compañero; Walt ordena a los dos que se mantengan fuera de su territorio.

## Producción
El episodio fue escrito por Moira Walley-Beckett y dirigido por Phil Abraham. Se emitió por AMC en los Estados Unidos y Canadá el 10 de mayo de 2009.

## Recepción de la crítica
El episodio fue bien recibido. Donna Bowman, escribiendo para The A.V. Club, le dio al episodio una calificación A. Elogió la capacidad del programa para crear un contraste entre «intensidad» y «momentos más tranquilos de personajes».

## Significado del título
El título de este episodio es el tercero en hacer referencia al desastre del Wayfarer 515 que ocurre en el episodio «ABQ». Cuando se colocan juntos, los títulos del primer, cuarto, décimo y decimotercer episodio de esta temporada dice «Seven Thirty-Seven Down Over ABQ», traducido al español como «Siete tres siete cae sobre ABQ».